# ホルヌッセン
ホルヌッセン（英：Hornussen）はスイスのスポーツ。野球とゴルフを併せ持ったようなゲームである。パックを打ちあうゲームで、パックは最大で時速300キロメートルもの速度でうなりを上げて飛ぶことから、ホルヌッス(Hornuss＝スズメバチ)と呼ばれ、競技名はこれに由来する。

## フィールド
ホルヌッセンのフィールドは「エスカーレート」と呼ばれる2つのゾーンで行う。およそ100メートル間隔で線が引かれており、そこで区切られている。パックを発射するスペースは、横8メートル、縦14メートルの広さのところで行う。それを交互に20回行う。

## 設備

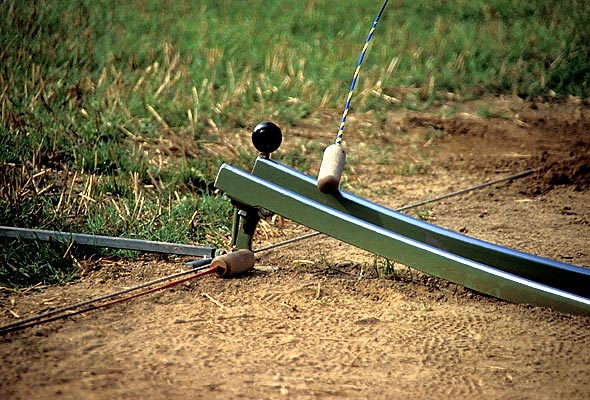
ボック(bock)

「ボック(bock)」と呼ばれる線対称の曲がった斜面が発射スペースに広がっている。 それは鉄鋼でできている。ボックは右利きプレーヤー用の物しかない。クロムなども含蓄されており、斜面の正面にナイロンで作られたスライドがある。
パックの大きさで分けられた発射台は、ボックの真ん中に固定されている。古来は石か骨で固定されていたが、1973年以降は合成繊維で固定されている。
パックは78グラムの重さがある。
昔は260センチの木、金属、グラスファイバーなどから作られたバットでパックを打っていたが、1990年以降はカーボン製のものに統一された。バットの先端には、カエデの木から作られた鞭がついている。
キャッチするための板は木で作られていて、およそ4キログラムの重さがある。

## ルール
それぞれ18人ずつ2つのチームに分かれ、4回のターンで構成される。主に屋内の運動場でプレイされるのが一般的である。
プレイヤーは、地面から50メートルくらいの高さの台からパックを打つ。変な打ち方をするとペナルティを受ける。
守備側のチームはその打たれたパックを地面に落下するまでに板でキャッチしなければならない。

## 得点の取り方
得点はパックが落ちるゾーンによって異なる。台から250メートル先のマーカーに近い所にパックが落ちるほど高得点になる。近いと15ポイントを得る。300メートルの地点にあるマーカーに当たったなら、ボーナスポイントとして20ポイントを得る。守備側のチームがパックをキャッチしたときは攻撃側のポイントが減る。これを各チームずつ四回繰り返す。

## 歴史
17世紀に生まれた。ベルンの教会の牧師が1625年に始めたのが起源だと言われている。その後19世紀になって急速に普及した。1902年に、世界ホルヌッセン協会が設立された。